# Río Psou
El río Psou (en abjasio: Ҧсоу; en georgiano: ფსოუ; en ruso: Псоу) es un corto río costero de la vertiente del mar Negro que discurre en la falda sur del Gran Cáucaso y marca la frontera natural en parte entre Georgia y Rusia. La longitud del Psou es de 57 km y su cuenca fluvial es de solamente 420 km². El Psou bordéa el macizo de Gagra al este de Abjasia en Georgia.

## Curso
Es un río corto pero muy rápido, naciendo en las estribaciones de los picos Ayumga (Аюмга) y Atezherta (Атежерта), a aproximadamente 2730 m, al este del monte Agepsta.
En principio fluye en dirección oeste-noroeste, para luego hacer una suave curva para dirigirse al mar después de la catarate de Arkva Psou, desembocando a 8 km de Adler. Los primeros 28 km discurren por un estrecho valle, con diversas caídas de agua. Sus principales afluyentes son el Pjista (Пхиста) y el Besh (Беш).
Los montes que rodean el valle, son de origen volcánico, granítico y calcáreo. La vegetación de los montes circundantes es densa vegetación boscosa con pinos, abetos, hayas, encinas, etc.

## Historia
En las crónicas de finales del siglo XIX, con la toma de posesión de la zona por los rusos, la población huyó a Turquía, quedando despoblada, siendo ocupada por estonios.